# Vincent Caradec
 (mars 2022).
Si vous disposez d'ouvrages ou d'articles de référence ou si vous connaissez des sites web de qualité traitant du thème abordé ici, merci de compléter l'article en donnant les références utiles à sa vérifiabilité et en les liant à la section « Notes et références ».
Pour les articles homonymes, voir Caradec.
Vincent Caradec est un sociologue français, professeur à l'université Lille III.
Spécialiste des questions de vieillissement, il est membre du Haut Conseil de la population et de la famille.